# Kelly Carlson
Kelly Lee Carlson, född 17 februari 1976 i Minneapolis, Minnesota, är en amerikansk modell och skådespelerska.

## Filmografi i urval
- 2008 – Brudens bäste man
- 2006 – The Marine
- 2004 – Paparazzi
- 2003 – Nip/Tuck